# 逆散射变换
逆散射变换是求解某些非线性偏微分方程的一种方法，在某种意义上是傅里叶变换的非线性推广。这种方法的核心思想是，从散射数据的演变中恢复势的演变：逆散射指的是从散射矩阵中恢复势的问题。
逆散射变换可用于许多所谓“完全可解模型”，即完全可积的无限维系统。

## 概述
逆散射变换首先由Clifford S. Gardner, John M. Greene, and Martin D. Kruskal et al. （1967, 1974）提出，用于求解KdV方程，并很快扩展到非线性薛定谔方程、正弦-戈尔登方程及户田晶格方程。后来也用于求解KP方程、石森方程、迪姆方程等等。博格莫尼方程（对于给定的规范群与定向黎曼3流形）提供了一族例子，其{\displaystyle L^{2}}解是磁单极子。
用逆散射法得到的解有一个特点，就是存在孤波，是类似于粒子又类似于波的解，线性偏微分方程中没有这种解。“孤波”是非线性光学的概念。
逆散射问题可以写作黎曼–希尔伯特分解问题，至少在一个空间维度的方程中是这样。这种表述可以推广到多阶微分算子和周期势。
在更高的空间维度中，会遇到“非局部”黎曼–希尔伯特分解问题（用卷积代替乘法）或Dbar问题。

## 例子：KdV方程
KdV方程是非线性分散演化偏微分方程，涉及有两个实变量（空间变量x与时间变量t）的函数u：
{\displaystyle u_{t}-6uu_{x}+u_{xxx}=0}
其中{\displaystyle u_{t}}、{\displaystyle u_{x}}分别表示关于t和x的偏导数。
{\displaystyle u(x,0)}是x的已知函数，要解初值问题，可将薛定谔特征方程
{\displaystyle \psi _{xx}-u\psi =\lambda \psi .}
与这个方程联系起来，其中{\displaystyle \psi }是t与x的未知函数，u是KdV方程的解，除了在{\displaystyle t=0}时未知。常数{\displaystyle \lambda }是一个特征值。
根据薛定谔方程，可得
{\displaystyle u={\frac {1}{\psi }}\psi _{xx}-\lambda .}
将其代入KdV方程并积分，得到
{\displaystyle \psi _{t}+\psi _{xxx}-3(u-\lambda )\psi _{x}=C\psi +D\psi \int {\frac {1}{\psi ^{2}}}dx}
其中C、D为常数。

## 解法
Step 1. 确定非线性偏微分方程。这通常是通过分析所研究的物理实现的。
Step 2. 应用正向散射。关键是找到Lax 对，Lax 对由两个线性算子{\displaystyle L}、{\displaystyle M}组成，即{\displaystyle Lv=\lambda v}、{\displaystyle v_{t}=Mv}。极为重要的是，特征值{\displaystyle \lambda }与时间无关，即{\displaystyle \lambda _{t}=0.}实现这一点的必要条件与充分条件如下：取{\displaystyle Lv=\lambda v}的时间导数，得到
{\displaystyle L_{t}v+Lv_{t}=\lambda _{t}v+\lambda v_{t}.}
将{\displaystyle Mv}插入{\displaystyle v_{t}}，得到
{\displaystyle L_{t}v+LMv=\lambda _{t}v+\lambda Mv.}
重排最右侧的项，得到
{\displaystyle L_{t}v+LMv=\lambda _{t}v+MLv.}
因此，
{\displaystyle L_{t}v+LMv-MLv=\lambda _{t}v.}
由于{\displaystyle v\not =0}，这意味着{\displaystyle \lambda _{t}=0}当且仅当
{\displaystyle L_{t}+LM-ML=0.\,}
这是Lax方程，当中{\displaystyle L_{t}}是{\displaystyle L}的时间导数，明确地依赖于{\displaystyle t}。之所以这样定义微分，是因为{\displaystyle L}的最简单实例，即薛定谔算子（参薛定谔方程）：
{\displaystyle L=\partial _{xx}+u,}
其中u是“势”。比较表达式{\displaystyle L_{t}v+Lv_{t}}与{\displaystyle \partial _{t}\left(v_{xx}+uv\right)}，可以发现{\displaystyle L_{t}=u_{t},}因此可以忽略第一项。
拟合出适当的Lax对后，Lax方程应可恢复原来的非线性PDE。
Step 3. 确定与每个特征值{\displaystyle \lambda }相关的特征函数、规范常数与反射系数的时间演化，它们构成所谓散射数据。演化由线性常微分方程给出，可以求解。
Step 4. 通过求解马琴科方程这一线性积分方程，进行逆散射，从而获得原非线性PDE的最终解。为此，需要所有散射数据。若反射系数为零，过程会简单很多。若{\displaystyle L}是一阶微分或二阶差分，这步就会起作用，但对高阶算子则不一定。不过，在所有情况下，逆散射问题都可以简化为黎曼–希尔伯特问分解问题。（两种方法见于Ablowitz-Clarkson (1991)。数学上的严格处理方法参Marchenko (1986)。）

## 可积方程的例子
- KdV方程
- 非线性薛定谔方程
- 卡马萨-霍尔姆方程
- 正弦-戈尔登方程
- 户田晶格
- 石森方程
- 迪姆方程

## 阅读更多
- M. Ablowitz, H. Segur, Solitons and the Inverse Scattering Transform, SIAM, Philadelphia, 1981.
- N. Asano, Y. Kato, Algebraic and Spectral Methods for Nonlinear Wave Equations, Longman Scientific & Technical, Essex, England, 1990.
- M. Ablowitz, P. Clarkson, Solitons, Nonlinear Evolution Equations and Inverse Scattering, Cambridge University Press, Cambridge, 1991.
- Gardner, Clifford S.; Greene, John M.; Kruskal, Martin D.; Miura, Robert M., , Physical Review Letters, 1967, 19 (19): 1095–1097, Bibcode:1967PhRvL..19.1095G, doi:10.1103/PhysRevLett.19.1095
- Gardner, Clifford S.; Greene, John M.; Kruskal, Martin D.; Miura, Robert M., , Comm. Pure Appl. Math., 1974, 27: 97–133, MR 0336122, doi:10.1002/cpa.3160270108
- V. A. Marchenko, "Sturm-Liouville Operators and Applications",  Birkhäuser, Basel, 1986.
- J. Shaw, Mathematical Principles of Optical Fiber Communications, SIAM, Philadelphia, 2004.
- Eds: R.K. Bullough, P.J. Caudrey. "Solitons" Topics in Current Physics 17. Springer Verlag, Berlin-Heidelberg-New York, 1980.